# Piotr Petasz
Piotr Petasz (Varsovia, Polonia, 27 de junio de 1984) es un futbolista polaco que juega de defensa en el Błonianka Błonie de la IV liga polaca.

## Biografía
Piotr Petasz debutó en el año 2000 con el Okęcie Warszawa a los 16 años de edad. Posteriormente jugó para el GLKS Nadarzyn, Legia de Varsovia, Mazowsze Grójec, Ruch Chorzów, ŁKS Łomża, Jagiellonia Białystok, y tras volver al ŁKS Łomża fue traspasado al Piast Gliwice. Un año después fue fichado por el Pogoń Szczecin. Ya en 2012 fichó por el Wisła Płock, y en el mercado de invierno de la misma temporada fue traspasado al Zawisza Bydgoszcz, y con el que logró ascender a la Ekstraklasa en 2013.

## Clubes
Actualizado al último partido disputado el 29 de marzo de 2025.
| Club                  | País    | Año       | Partidos | Goles |
| --------------------- | ------- | --------- | -------- | ----- |
| Mazowsze Grójec       | Polonia | 2004-2005 | 6        | 1     |
| Ruch Chorzów          | Polonia | 2005-2006 | 17       | 1     |
| ŁKS Łomża             | Polonia | 2006-2007 | 5        | 0     |
| Jagiellonia Białystok | Polonia | 2007      | 4        | 0     |
| ŁKS Łomża             | Polonia | 2007-2008 | 16       | 4     |
| Piast Gliwice         | Polonia | 2008      | 14       | 2     |
| Pogoń Szczecin        | Polonia | 2009-2011 | 81       | 20    |
| Wisła Płock           | Polonia | 2012      | 12       | 0     |
| Zawisza Bydgoszcz     | Polonia | 2012-2015 | 64       | 9     |
| GKS Katowice          | Polonia | 2015      | 8        | 1     |
| Dolcan Ząbki          | Polonia | 2015      | 19       | 0     |
| Polonia Varsovia      | Polonia | 2016-2017 | 9        | 0     |
| Huragan Wołomin       | Polonia | 2017      | 11       | 2     |
| KTS Weszło            | Polonia | 2018      | 1        | 0     |
| Huragan Wołomin       | Polonia | 2019-2021 | 59       | 9     |
| KS Mszczonowianka     | Polonia | 2022-2024 | 67       | 10    |
| Błonianka Błonie      | Polonia | 2025-     | 4        | 0     |

## Palmarés
Zawisza Bydgoszcz
- Supercopa polaca de fútbol (1): 2014
- Copa de Polonia (1): 2013/14[3]
- I Liga (1): 2012/13